# کلیسای ماریوخنه
کلیسای ماریوخنه کلیسایی مربوط به دوره ساسانیان است که در ارومیه، ضلع غربی خیابان قدس واقع شده و در تاریخ ۲۲ آبان ۱۳۶۲ با شمارهٔ ثبت ۱۶۴۸ به‌عنوان یکی از آثار ملی ایران به ثبت رسیده‌است.
این کلیسا یکی از قدیمی‌ترین ابنیهٔ تاریخی استان و زیارتگاه آشوریان مسیحی است و بر فراز کوهی در دو کیلومتری روستای گولان قرار دارد و به استناد کتب دینی آشوری‌ها و نیز با توجه به سبک معماری بنا، کلیسا متعلق به قرن پنجم میلادی می‌باشد.
بنای کلیسا اتاق کوچکی به شکل مکعب مستطیل است و دیواره‌های نسبتاً ضخیم، تاق سنگی گهواره‌ای و یک ورودی به محراب دارد که سادگی، کوچکی، استحکام و نبود تزیین، از ویژگی‌های بارز این کلیسا می‌باشد. فقط جبههٔ داخلی کلیسای ماریوخنه دارای اندود گچ است و مصالح اصلی به کار رفته در بنا را سنگ‌های لاشه‌ای با ملاط گچ تشکیل می‌دهد.